# Dumb, Dumb, Dumb
Dumb, Dumb, Dumb är den första singeln från den amerikanska TLC medlemmen Rozonda Thomas soloalbums debut, Bi-Polar, släppt den 4 april 2008. Den hade premiär på den amerikanska radiokanalen V-103 samma dag.
Låten skrevs av Cristyle samt producerades av Battery 5 och visade sig vara en hit över internet och spred sig från blogg till blogg. Låten såg dock ingen framgång på Billboard Hot 100 och dess medföljande listor då den misslyckades att ta sig in på någon av dem.

## Medias mottagande
Låten fick blandad kritik från recensenter. That Grape Juice tyckte att produktionen var "ok" men låttexten föll platt till marken. "För alla som har längtat efter Thomas soloproduktion kommer den här låten även som en stor besvikelse. Om sångerskan skulle ha satsat på en solokarriär skulle hon ha gjort det under 90-talet då hon fortfarande hade haft chansen."  På Lovebscott.com fick singeln dock positiv kritik där man tyckte att låten var en "utmärkt danshit".